# Ocellularia cruentata
Ocellularia cruentata är en lavart som först beskrevs av Camille Montagne och som fick sitt nu gällande namn av Joseph Hafellner och Martin Magnes. 
Ocellularia cruentata ingår i släktet Ocellularia och familjen Graphidaceae. Inga underarter finns listade i Catalogue of Life.